# デジカ
株式会社デジカ（英：Degica Co., Ltd.）は、eコマース支援事業やデジタルパブリッシング事業などを行う日本の企業。

## 概要
「Making the world simple」を掲げ、導入が容易で多数の支払い手段に対応していることを特長とする決済サービス「KOMOJU」の展開を主な業態としている。KOMOJUはSteamやShopifyなどで採用されている。かつてはアプリケーションの販売やゲームの販売も行っていたが、ゲームのパブリッシャ部門は2022年に「KOMODO」として独立し、デジカ本体の事業は「KOMOJU」に一本化されている。
東京都新宿区内に「デジカジャパン」という会社が存在するが、英語表記やロゴが異なるなどデジカとは無関係である。

## 沿革
創業当初は、AVG、eBoostrなどのアプリケーションの日本代理店を務めていた。
2012年にSteamにおけるゲーム販売事業に参入した。公式サイトのトップに、日本語版は「先進的なソリューションで世界へ」、英語版は「Making Japan simple」を掲げ、日本国内で製作されたデジタルコンテンツの国外展開や、逆に日本国外で製作されたデジタルコンテンツの日本国内での展開を主な業態とした。Steamでは『虫姫さま』『デススマイルズ』『怒首領蜂大復活』などのパブリッシングで知られた。
海外向けに、『RPGツクール』の海外版である『RPG Maker』の販売を担当していたことから、『RPGツクール』で製作された諸作品の商用販売も担当し、特に『RPGツクールXP』で製作された『Oneshot』（2016年）は大ヒット作となった。複数の自社ストアやVector、DLSite、DMM、Steamなどで、『RPGツクール』関連のコンテンツのダウンロード販売を行っていた。
決済サービス「KOMOJU」が2014年に稼働し、同年よりSteamで導入された。KOMOJUはコンビニ決済やオンライン決済など様々な決済方式に対応し、2024年時点で日本の年間市場規模が約440億円とされるSteamを初め、様々な海外企業の日本進出の助けとなっている。
Steamにおける大手ソフトウェアパブリッシャとなったが、日本でのゲーム販売を成功させるには、日本の決済の障壁をなくす必要があると気付き、2022年にゲーム部門を「KOMODO」として切り離し、デジカ本体の事業は決済サービスの「KOMOJU」に一本化した。

## Steamとデジカ
デジカは2012年にパブリッシャとしてSteamに参入した。この年「RPGツクール」シリーズの国外展開をValveに打診するが、当時のValveはSteamの英語圏以外の展開に消極的だったが、Steamでのゲーム以外のアプリケーションの配信を検討していた事もあってSteamでの発売が実現した。
2013年にはValveと業務提携を締結。同年11月21日には国内向けに「PROスチーマー」サイトを開設、Steamウォレットコードの販売を開始し、日本国内でのSteamの展開に力を入れていくことになる。
2008年より開発を進めていた決済サービス「KOMOJU」が2014年に稼働し、Steamにおける決済サービスとして導入されたことにより、Steamがそれまでのドル決済から日本円での決済に対応するようになった。同年11月21日にはWebMoneyで直接Steamで決済できるように対応。さらにその後、NET CASHやBitCashにも対応。2015年にはサードウェーブデジノスが生産しているゲーム向けPC「GALLERIA（ガレリア）」に対してSteamのプリインストールを実現させた（ゲーム推奨モデルは除く）。KOMOJUを通じたこれらの施策により、Steamの日本ユーザーが急拡大し、デジカはSteamとの結びつきを強めた。
2016年にはHTCと業務提携を締結しHTC Viveの日本での販売を担当。同年11月24日には正規代理店としてSteamコントローラーとSteamリンクを発売した。
2022年、デジカのゲーム販売部門「DEGICA GAMES」が「KOMODO」として独立し、Steamにおけるゲームの販売はデジカよりKOMODOに移管された。また、KOMODOはハードの販売部門も引き継ぎ、2022年よりSteam Deckのアジア地域における販売を担当している。